# Scharans
Scharans (rétorománsky Scharons) je obec ve švýcarském kantonu Graubünden, okresu Viamala. Nachází se v údolí Domleschg, asi 16 kilometrů jihozápadně od kantonálního hlavního města Churu, v nadmořské výšce 760 metrů. Má přibližně 800 obyvatel.

## Geografie

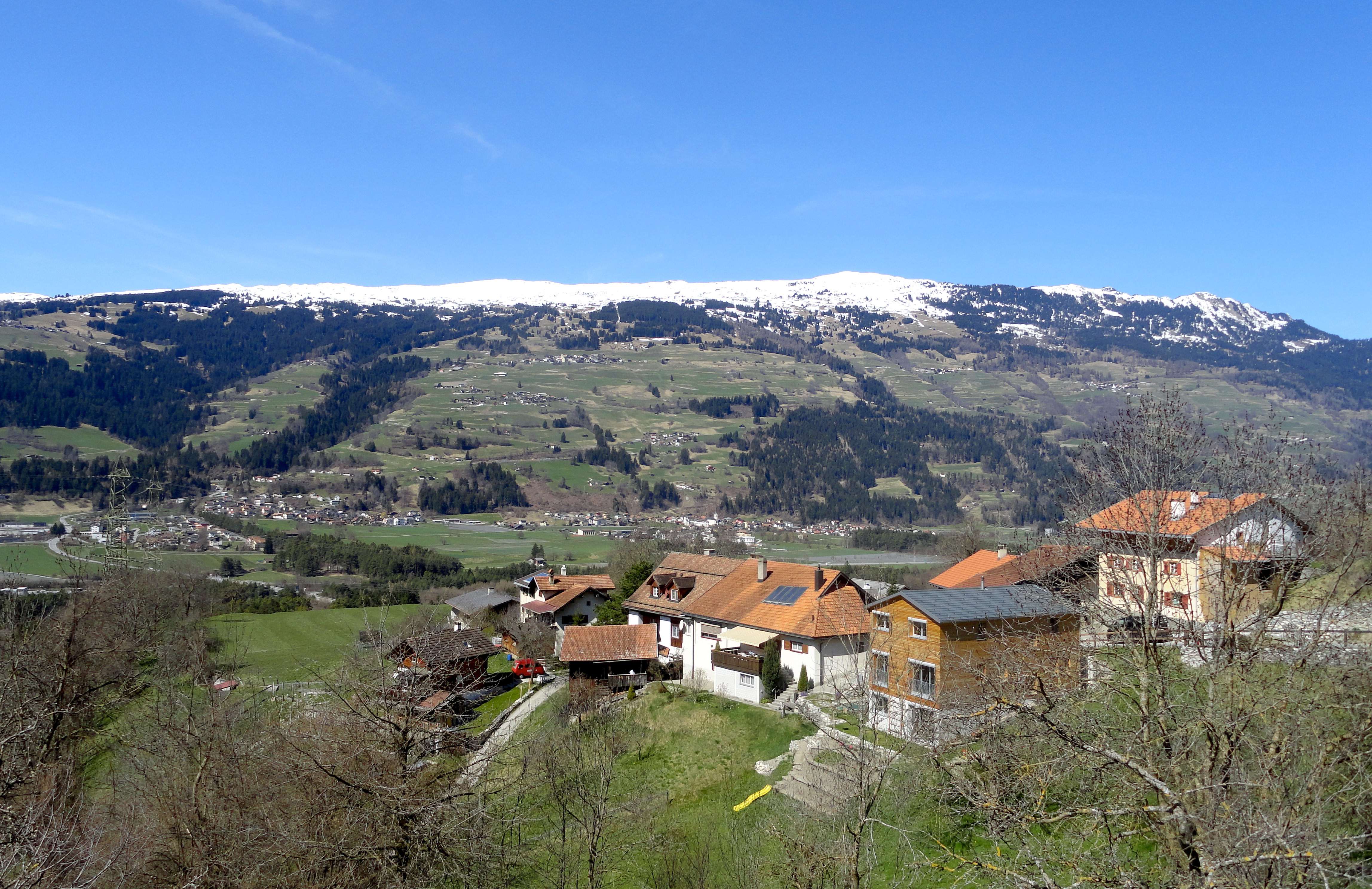
Obec s hřebenem Heinzenberg v pozadí

Scharans leží v údolí Domleschg, na úpatí Albulských Alp nad soutokem řek Albuly a Zadního Rýna.
Sousedními obcemi jsou Sils im Domleschg, Fürstenau, Domleschg a Vaz/Obervaz. K obci Scharans patří kromě samotné hlavní obce také osady Parnegl (Parnell), Prin (836 m), Stufels a St. Agatha. Nejvýraznější horou na území obce je Piz Scalottas (2 323 m).

## Historie
V Scharans byly nalezeny sídlištní nálezy z doby bronzové a železné. S biskupským sídlem Grosshof je spojeno místo bývalého hradu. Kolem roku 1200 se uvádí agrum Schraunis, rétorománsky Scharons. Kolem roku 1250 byl Scharans povinen poskytovat dopravní služby a na staré cestě Schinweg směrem na Obervaz a na Julierpass a Septimerpass byla zřízena celní stanice. V roce 1410 je zde zmiňována farnost a v roce 1451 patronátní kostel Panny Marie. V letech 1525–1530 zde byla pod vlivem reformátora Filipa Galliciuse zavedena reformace. V letech 1618–1620 působil Jörg Jenatsch jako reformovaný farář v Scharans. V roce 1709 byla vykoupena poslední biskupská práva. Do roku 1851 patřil Scharans k soudní farnosti Fürstenau. V roce 1873 byla silnice rozšířena na údolní silnici.

## Obyvatelstvo
| Rok            | 1803 | 1850 | 1900 | 1950 | 1980 | 1990 | 2000 | 2005 | 2016 |
| Počet obyvatel | 336  | 416  | 439  | 480  | 586  | 702  | 817  | 825  | 818  |

### Jazyky
Původně všichni obyvatelé obce mluvili jazykem sutselvisch, místním dialektem graubündenské rétorománštiny. Tento jazyk však začal upadat již v 19. století díky silnému vlivu němčiny. Nicméně v roce 1880 mluvilo rétorománsky stále 70 % místních obyvatel a v roce 1910 59 %. V meziválečném období se převažující jazyk změnil na němčinu. V roce 1941 tak mluvilo rétorománsky už jen 30 % obyvatel. Poté došlo k rychlému poklesu rétorománštiny až do roku 1970 (11 % mluvčích). Od roku 1990 je však obec téměř jednojazyčná, jak ukazuje následující tabulka:
| Jazyky v Scharans |                   |                   |                   |                   |                   |                   |
| Jazyk             | Sčítání lidu 1980 | Sčítání lidu 1980 | Sčítání lidu 1990 | Sčítání lidu 1990 | Sčítání lidu 2000 | Sčítání lidu 2000 |
| Jazyk             | Počet             | Podíl             | Počet             | Podíl             | Počet             | Podíl             |
| Němčina           | 484               | 82,59 %           | 628               | 89,46 %           | 782               | 95,72 %           |
| Rétorománština    | 69                | 11,77 %           | 22                | 3,13 %            | 17                | 2,08 %            |
| Italština         | 14                | 2,39 %            | 18                | 2,56 %            | 7                 | 0,86 %            |
| Počet obyvatel    | 586               | 100 %             | 702               | 100 %             | 817               | 100 %             |

## Zajímavost
V Scharans vznikla švýcarská folk rocková hudební skupina 77 Bombay Street.